# TV Tokyo Open 1982
Toray Sillook Open 1982 - жіночий тенісний турнір, що проходив на закритих кортах з килимовим покриттям Yoyogi National Gymnasium у Токіо (Японія). Належав до турнірів 5-ї категорії в рамках Toyota Series 1982. Відбувсь удесяте і тривав з 13 до 19 вересня 1982 року. Третя сіяна Беттіна Бюнге виграла титул й отримала за це 40 тис. доларів США.

## Фінальна частина

### Одиночний розряд
Беттіна Бюнге —  Барбара Поттер 7–6(7–4), 6–2
- Для Бюнге це був 3-й титул в одиночному розряді за сезон і за кар'єру.

## Розподіл призових грошей
| Дисципліна       | П       | F       | 3-тє    | 4-те    | ЧФ     | 1/8    |
| Одиночний розряд | $40,000 | $22,000 | $12,000 | $10,000 | $5,300 | $3,000 |

## Нотатки
1. ↑  Турніри з призовими для жінок принаймні 150 тис. доларів.[1]